# Јунес Кабул
Јунес Кабул (фр. Younès Kaboul; Сен Жулијен ен Женеовис, 4. јануар 1986) је француски фудбалер, који тренутно игра за Сандерланд.